# АМН-590951
АМН-590951 "Спартак" — Руско вишенаменско оклопно возило нове генерације.

## Историја
Први пут је приказан јавности на руском војно-техничком сајму  „Армија-2022“ у августу 2022. године, док је у служби руске војске примећено већ 2 месеца касније. 

## Опис
Сматра се једном од новина у арсеналу руских оружаних снага . У ствари, то је модернизована верзија оклопног аутомобила ВПК-59095С „ВПК-Урал“ представљеног две године раније. 
Има заштиту од малокалибарског наоружања и артиљеријских шрапнела. Може транспортовати до 9 људи у исто време. 
Укупна тежина возила је 14,5 тона, клиренс је 40 цм. Покреће га турбодизел мотор снаге 312 коњских снага . Максимални угао успона који се може савладати је 31 степен, нагиб планине је 20 степени. Висина вертикалног зида који аутомобил може да пређе је најмање 0,4 метра.  Наведени максимални домет је 1000 км, а максимална брзина на аутопуту није мања од 100 км/ч.
Према руској страни, аутомобил је побољшан узимајући у обзир искуство рата у Украјини . Направљена је додатна заштита моторног простора.  На крову је постављена купола са митраљезом Корд калибра 12,7 мм и додатном оклопном заштитом митраљеза. Наводи се да је аутомобил у стању да издржи експлозију до шест килограма ТНТ-а испод дна.
Руска војска је на терену почела и да додатно надограђује возила овог типа, додавши им оклоп решеткастог типа.

## Варијанте
Осим основне, возило је представљено и у варијанти намењеној опремању руске националне гарде. Такође је представљена и варијанта возила са којег је уклоњена борбена станица са митраљезом, а интегрисан нови систем аутоматизованог управљања артиљеријске ватре Таблет-М-ИР.
На сајму Армија 2023. представљен је АМН-590951 са продуженом шасијом, на чији је задњи део интегрисан аутоматски ПА топ С-60 калибра 57 mm са борбеним комплетом од 144 гранате. Посаду ове варијанте возила чине 3 до 4 члана.

## Примена
Руска војска је распоредила оклопна возила АМН-590951 током инвазије на Украјину.
7. октобра 2022. године, украјинска војска је заробила руски АМН-590951 у Херсонској области, што је уједно била и прва потврда присуства овог возила на фронту.
16. маја 2024. године украјински FPV камиказа дрон је уништио АМН-590951 на руској страници границе у Белгородској области.
Холандски специјализовани сајт Oryx располаже са визуелним потврдама за преко 20 уништених, оштећених и заробљених возила овог типа у руској кампњи, закључно са јуном 2024.
У мају 2024. године појавиле су се фотографије које приказују АМН-590951 у служби групације руске војске у Сирији.